# Американски саблеклюн
Американски саблеклюн (Recurvirostra americana) е вид птица от семейство Recurvirostridae.

## Разпространение
Видът е разпространен в Ангуила, Антигуа и Барбуда, Бахамските острови, Барбадос, Белиз, Венецуела, Гваделупа, Гватемала, Доминика, Еквадор, Канада, Кайманови острови, Коста Рика, Куба, Мартиника, Мексико, Монсерат, Пуерто Рико, Салвадор, Сейнт Китс и Невис, Сейнт Лусия, Сейнт Винсент и Гренадини, САЩ, Тринидад и Тобаго, Търкс и Кайкос и Хондурас.